# Всемирная молодёжная организация эсперантистов

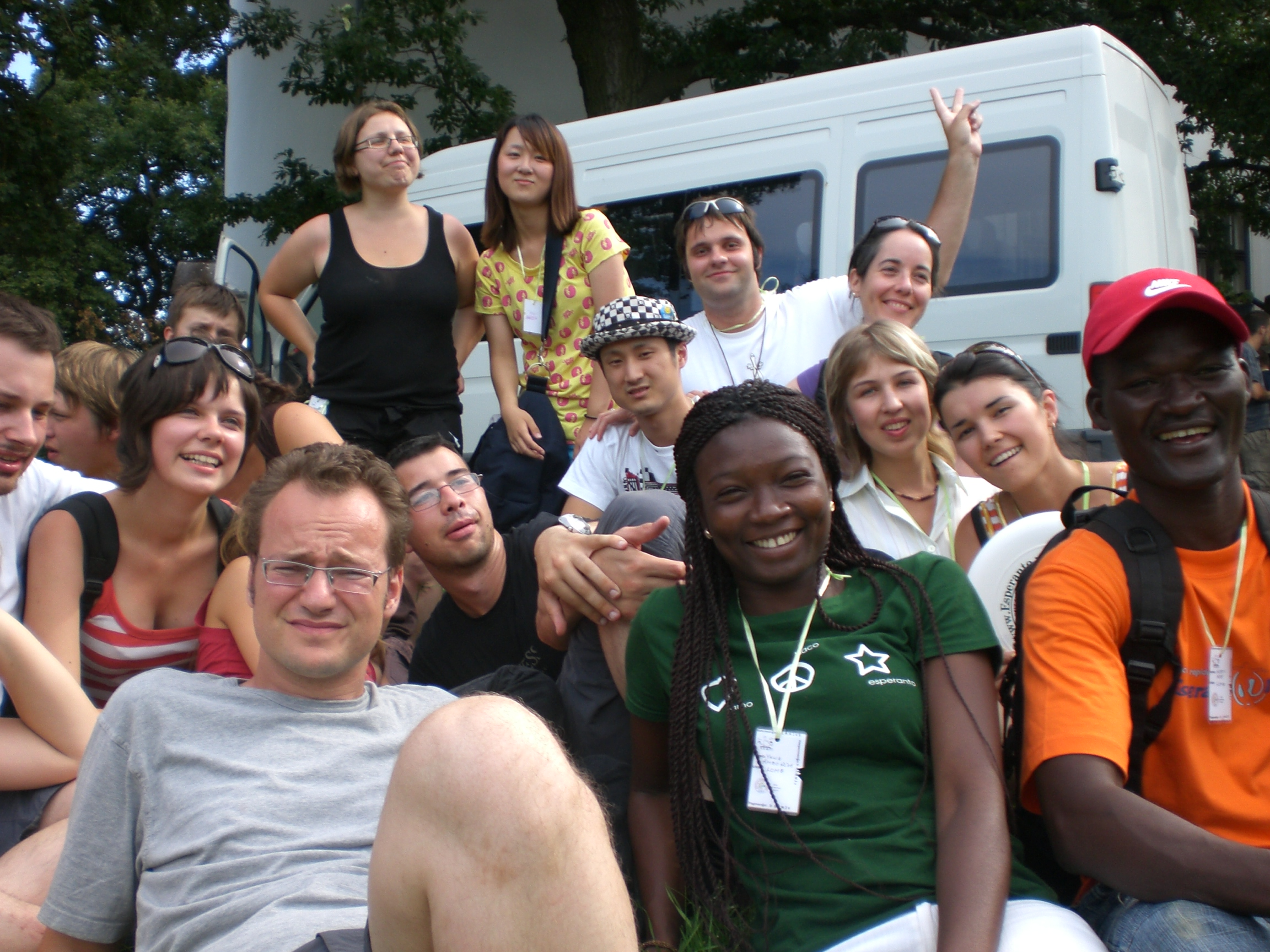
Участники IJK-2008 в Сомбатхее, Венгрия

Всеми́рная молодёжная организа́ция эсперанти́стов, TEJO (эсп. Tutmonda Esperantista Junulara Organizo, TEJO) — крупнейшая международная организация, объединяющая молодых (до 35 лет включительно) эсперантистов разных стран мира. Формально TEJO является молодёжной секцией Всемирной ассоциации эсперанто (которая в значительной мере распоряжается и финансами TEJO), однако пользуется довольно значительной свободой. В настоящее время (2009 год) TEJO объединяет 44 национальных молодёжных эсперанто-организаций и три так называемых «специализированных секций».

## История
Первые попытки создания молодёжной организации среди эсперантистов были предприняты уже в начале XX века. В 1920-х годах существовала т. н. Всемирная молодёжная эсперанто-ассоциация (эсп. Tutmonda Esperanto-Junulara Asocio), издававшая журнал «Эсперанто-молодёжь» (эсп. Esperantista Junularo).
Создателями TEJO в современной форме выступила нидерландская семейная пара ван Венендаль, организовавшая т. н. «Международную молодёжную встречу» (прообраз нынешних молодёжных эсперанто-конгрессов) в небольшом нидерландском населённом пункте Groet (1938 г.). Этот конгресс был ориентирован большей частью на детей, говорящих на эсперанто; а на самом конгрессе была организована «Всемирная молодёжная организация» (эсп. Tutmonda Junular-Organizo, TJO), основной целью которой декларировалась пропаганда эсперанто среди молодёжи и организация его преподавания в школах. Вторая подобная встреча была проведена в 1939 году в бельгийском городке Tervuren. В то время в TJO состояло более 800 членов из 20 стран.
Из-за Второй мировой войны следующий конгресс был организован лишь в 1947 году. Постепенно возрастной состав организации менялся — её членами становилась молодёжь, она же постепенно заняла и все руководящие посты; так, уже в 1951 году правление организации уже целиком состояло из молодёжи. В 1952 году TJO меняет своё название на нышешнее, в 1956 году TEJO становится молодёжной секцией UEA, а в 1971 году их финансовые системы были полностью интегрированы.

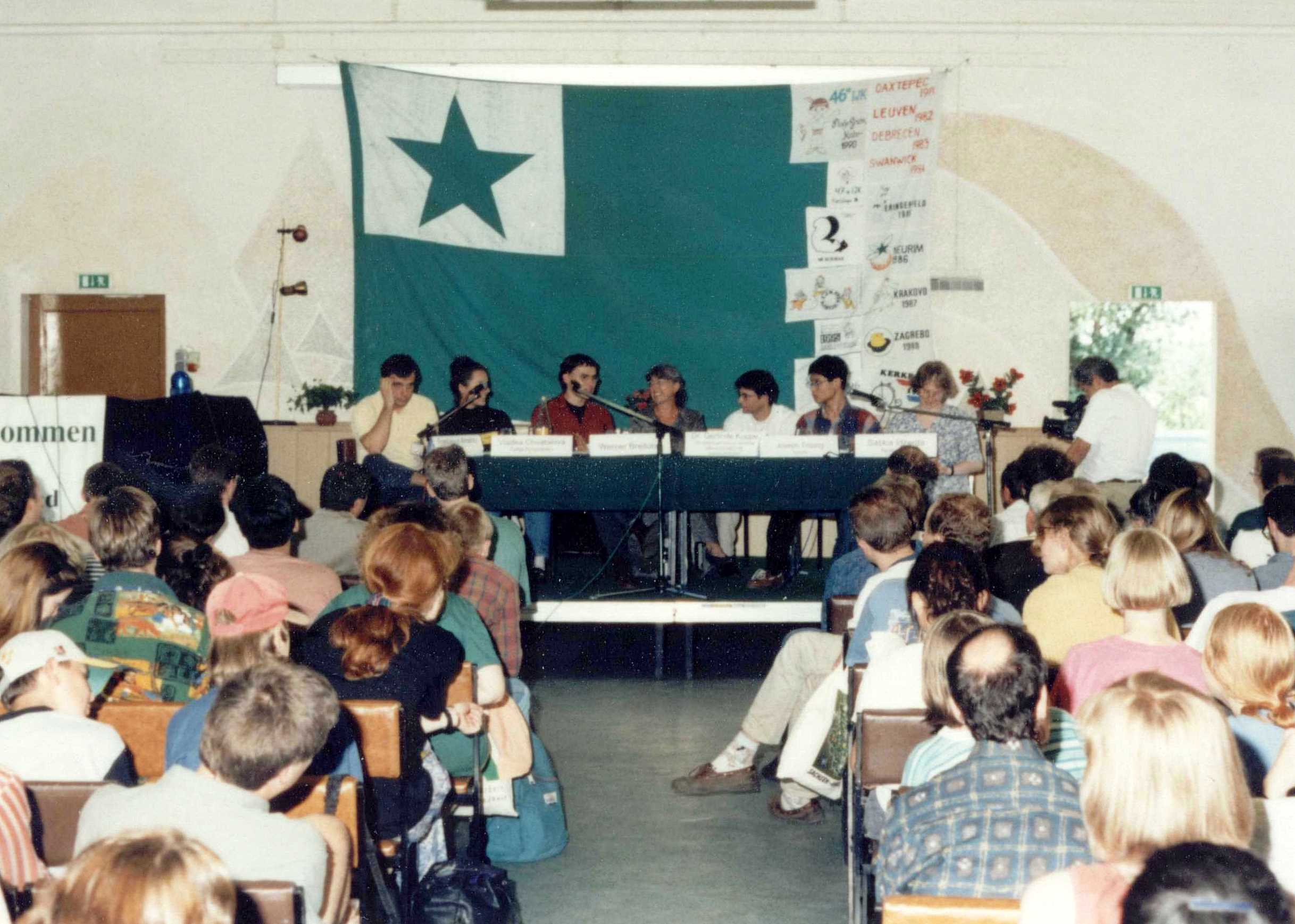
Дискуссия с министром Куппе, Герлинде на IJK-1996 в Гюнтерсберге

В 1960-70 годы TEJO вовлекается в общественно-политическую деятельность, активно сотрудничает со многими молодёжными организациями; издаются многоязычные буклеты, организуются многочисленные семинары. В 1963 году начинает издаваться журнал «Контакто», а в 1966 году организуется «Паспортная служба». В 1980-х годах общественно-политическая вовлечённость TEJO несколько уменьшается; продолжают развиваться отношения с европейскими молодёжными инстанциями. В 1983 году начинает издаваться бюллетень «TEJO Tutmonde», а в 1987 году в Кракове проходит 43-й молодёжный конгресс с рекордным числом участников (1034).
В 1990-х годах европейское эсперанто-движение пережило кризис, связанный с политическими переменами в Восточной Европе, что не могло не сказаться на TEJO. Организация почти полностью потеряла былую общественно-политическую активность; многие бывшие активисты TEJO критикуют её за слишком «лёгкую» программу конгрессов и потерю былой авангардной роли в эсперанто-сообществе.
Тем не менее, TEJO остаётся значимым феноменом эсперанто-мира; в конце 1990-х — начале 2000-х годов организация сыграла значительную роль в подготовке и публикации качественных материалов на и об эсперанто в интернете (в частности, под эгидой организации был подготовлен сайт www.lernu.net, являющийся в настоящее время наиболее популярным сайтом по изучению эсперанто).

## Структура организации
Так же как и UEA, TEJO состоит из индивидуальных и ассоциированных членов. Ассоциированные члены — это члены национальных молодёжных ассоциаций, являющихся секциями TEJO (они платят как правило символические членские взносы и не имеют никаких формальных привилегий). Индивидуальными членами TEJO автоматически становятся индивидуальные члены UEA, не достигшие 31 года; они платят ежегодный членский взнос (в зависимости от страны проживания он составляет порядка 10-40 евро), получают почтой журнал «Контакто» и бюллетень «TEJO tutmonde», а кроме этого имеют скидки при участии в молодёжных эсперанто-конгрессах. Количество ассоциированных членов определяется величиной национальных молодёжных эсперанто-организаций и составляет несколько тысяч; количество индивидуальных членов значительно колеблется в зависимости от страны проведения IJK, так как большинство молодых эсперантистов предпочитает платить относительно большие индивидуальные членские взносы только если они принимают участие в конгрессе.

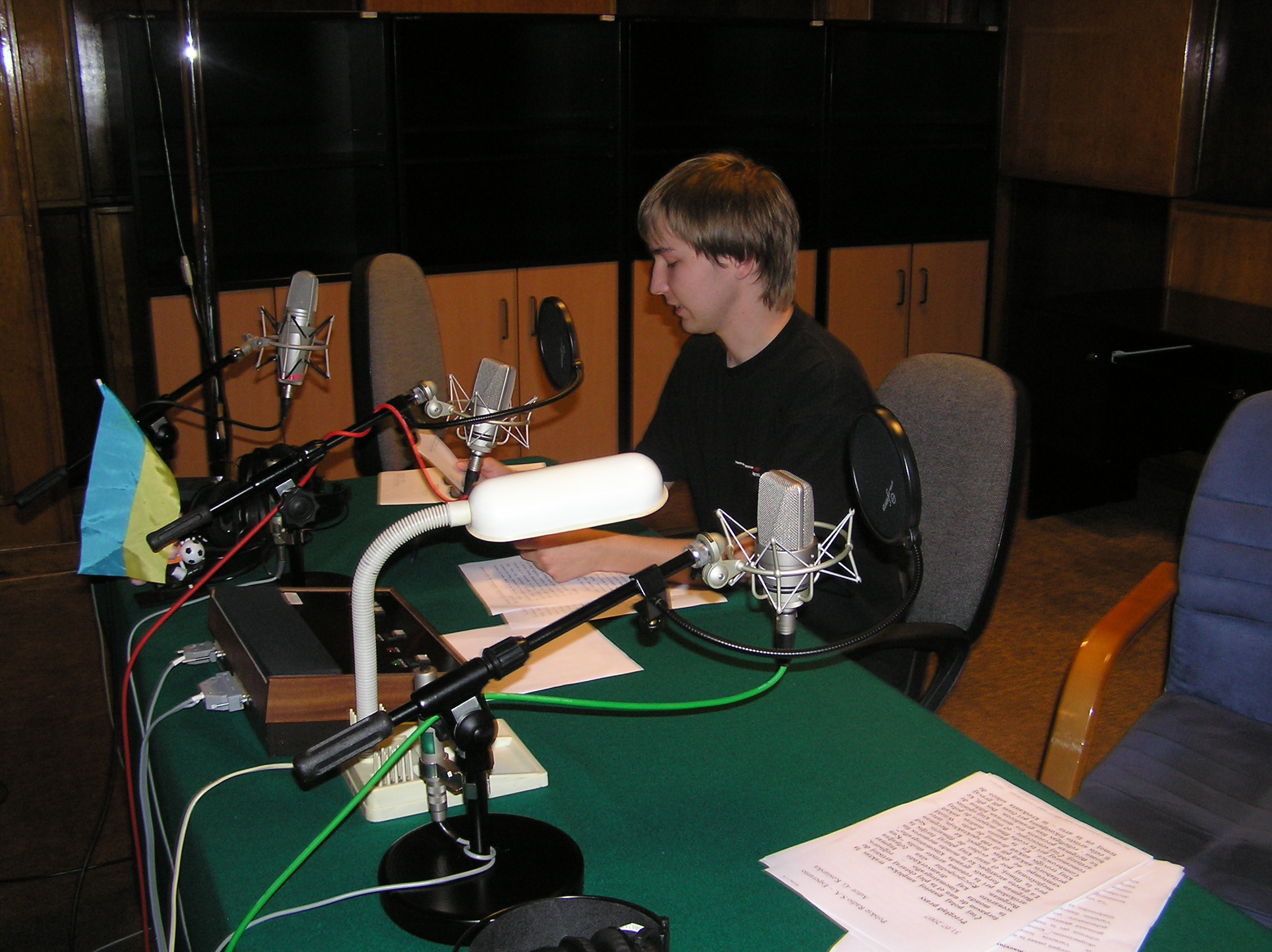
Нынешний (c 2011 года) председатель правления TEJO Лукаш Жебровски (Польша) в студии Польского Радио (2007 год).

Высшим органом организации является Комитет (эсп. Komitato de TEJO). В его состав входят представители национальных и специализированных секций TEJO (так называемые члены комитета A; каждая национальная или специализированная ассоциация в зависимости от своей численности делегирует одного или нескольких, но не больше четырёх своих членов в состав комитета), члены, избираемые индивидуальными членами TEJO (так называемые члены комитета B); кроме этого комитет (члены A и B) имеет право включить в свой состав на основании результатов голосования одного или нескольких участников, обладающих «особой компетентностью» в вопросах управления организацией (так называемые члены комитета C). Заседания комитета проходят один-два раза в год (на IJK и/или какой либо другой крупной молодёжной эсперанто-встрече); между очными заседаниями вопросы руководства организацией обсуждаются в отдельных группах рассылки электронной почты. Срок полномочий комитета одного созыва составляет 2 года.
Органом исполнительной власти в организации является Правление (эсп. Estraro de TEJO), представленное председателем, генеральным секретарём, кассиром и несколькими членами правления (не больше шести). Правление избирается комитетом каждый нечётный год; срок полномочий правления — два года.
На 2011 год к TEJO относятся 44 национальных молодёжных эсперанто-секций (см. список ниже) и 2 специализированных секции: Международное движение эсперантистов-велосипедистов (эсп. Biciklista Esperanto-Movado Internacia, BEMI) и организация EUROKKA, занимающаяся вопросами музыки на эсперанто.

### Национальные секции TEJO
По данным официального сайта TEJO, в настоящее время в её состав входит 44 национальных молодёжных эсперанто-организаций (организации Каталонии, Квебека и Гонконга ввиду исторических и языковых особенностей рассматриваются как отдельные организации). В нижеприведенном списке указываются официальные эсперантские названия национальных секций TEJO.
- Австрия: Aŭstria Esperanto Junularo
- Аргентина: Argentina Esperantista Junulara Organizo
- Бельгия: Flandra Esperantista Junulara Asocio
- Болгария: Bulgara Esperanto-Junularo
- Бразилия: Brazila Esperantista Junulara Organizo
- Бурунди: Junulara Esperantista Burundia Organizo
- Великобритания: Junularo Esperantista Brita
- Венгрия: Hungara Esperanto-Junularo
- Вьетнам: Vjetnama Esperanto-Junularo
- Гаити: Haita Esperanto Junulara Asocio
- Германия: Germana Esperanto-Junularo
- Греция: молодёжная секция Греческой эсперанто-ассоциации
- Дания: Esperantista Junulara Dana Organizo
- Испания: Hispana Esperantista Junulara Societo
  -  Каталония: Kataluna Esperanto-Junularo
- Канада: Junularo Esperantista Kanada
  -  Квебек: Kebekia Esperantista Junulara Organizo
- Китай: Ĉina Junulara Esperanto-Asocio
  -  Гонконг: Honkonga Junulara Esperanto-Asocio
- Республика Конго: Demokratia Kongolanda E-ista Junulara Organizo
- Куба: молодёжная секция Кубинской эсперанто-ассоциации
- Израиль: Junulara Esperanto-Ligo en Israelo
- Иран: Irana Esperantista Junulara Organizo
- Италия: Itala Esperantista Junularo
- Литва: Litova Esperantista Junulara Ligo
- Мадагаскар: Junulara Esperantista Organizo de Madagaskaro
- Нидерланды: Nederlanda Esperanto-Junularo
- Норвегия: Norvega Junularo Esperantista
- Польша: Pola Esperanto-Junularo
- Португалия: Portugala Esperanto-Junularo
- Россия: Rusia Esperantista Junulara Movado
- Румыния: Rumana Esperantista Junulara Asocio
- Сербия: Serbia Esperanto-Junulara Organizo
- Словакия: Slovakia Esperanta Junularo
- США: Usona Esperantista Junularo
- Того: Junulara Organizo de Togolandaj Esperantistoj
- Украина: Ukrainia Ligo de Esperanta Junularo
- Финляндия: Finnlanda Esperantista Junulara Organizo
- Франция: Junulara Esperantista Franca Organizo
- Хорватия: Kroatia Esperanto-Junulara Asocio
- Чехия: Ĉeĥa Esperanto-Junularo
- Швейцария: Junularo Esperanta Svislanda
- Швеция: Sveda Esperantista Junulara Unuiĝo
- Республика Корея: Korea Esperanto-Junularo
- Япония: Japana Esperanto-Junularo

## Деятельность TEJO

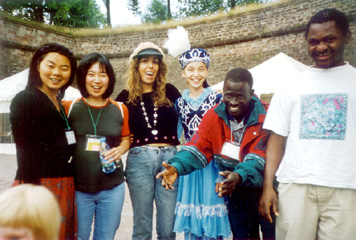
Участники IJK-2001 в Страсбурге

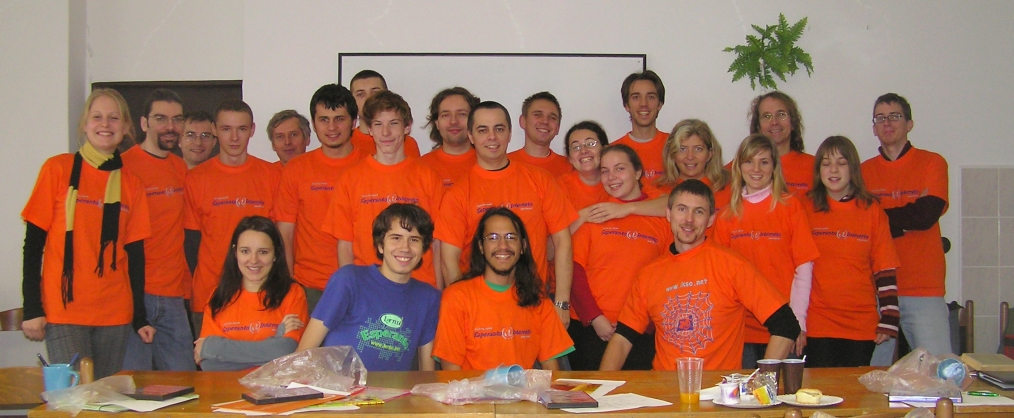
Участники международного семинара «Языки в интернете», организованном Чешской молодёжной организацией эсперантистов и организацией «Эсперанто@Интернет» в Брно, 2006 г.

Согласно уставу TEJO основными целями организации являются:
- распространение эсперанто;
- деятельность, направленная на решение языковой проблемы в международных отношениях;
- облегчение всевозможных духовных и материальных отношений между людьми вне зависимости от нации, пола, языка, религиозных или политических предпочтений;
- развитие среди своих членов чувства солидарности и уважения к другим народам;
- подготовка новых активистов эсперанто-движения.

Основные направления деятельности TEJO можно охарактеризовать так:
- информирование молодёжи о мировой языковой проблеме и о возможности её решения посредством эсперанто;
- практическое использование эсперанто во благо молодёжи;
- организация конгрессов, конференций, семинаров;
- мотивирование молодых эсперантистов активно участвовать в жизни эсперанто-сообщества[10].

Наиболее видимой деятельностью TEJO является организация и проведение международных молодёжных эсперанто-конгрессов. Конгресс проводится ежегодно в разных странах мира и собирает несколько сотен участников из нескольких десятков стран мира. Кроме этого TEJO организует молодёжные семинары и учебные тренинги, посвящённые таким темам, как права человека, глобализация, международное общение, использование интернет-технологий и т. п.
Силами TEJO (формально — за счёт UEA) издаётся два журнала — общественно-культурный журнал «Контакто» и информационный бюллетень «TEJO во всём мире» (эсп. TEJO Tutmonde). Кроме этого выходит сетевой бюллетень «TEJO в данный момент» (эсп. TEJO-aktuale).
TEJO также поддерживает так называемую «Паспортную службу» — гостевую сеть для эсперантистов.